# Maksym Krypak
Maksym Serhijovyč Krypak (in ucraino Максим Сергійович Крипак?; Charkiv, 23 maggio 1995) è un nuotatore ucraino, vincitore di 10 medaglie d'oro ai Giochi paralimpici.

## Biografia
È nato con disturbi dell'apparato muscolo-scheletrico. Ha iniziato a praticare il nuoto all'età di sei anni a Charkiv, in Ucraina. Ha gareggiato con atleti normodotati fino a quando la sua disabilità non è peggiorata. È quindi passato al nuoto paralimpico.

## Palmarès
- Giochi paralimpici

Rio de Janeiro 2016: oro nei 50 m stile libero S10; oro nei 100 m stile libero S10; oro nei 400 m stile libero S10; oro nells 4×100 m stile libero 34p; oro nei 100 m dorso S10; argento nei 100 m farfalla S10; argento nei 200 m misti SM10: argento nella 4×100 m misti 34p;
Tokyo 2020: oro 100 m stile libero S10; oro nei 100 m farfalla S10; oro nei 200 m misti SM10; oro nei 100 m dorso S10; oro nei 400 m stile libero S10; argento nei 50 m stile libero S10; bronzo nella 4×100 m stile libero 34p;
- Mondiali paralimpici

Londra 2019: oro nei 100 m stile libero S10; oro nei 400 m stile libero S10; oro nei 100 m dorso S10; oro nei 100 m farfalla S10; oro nei 200m misti SM10; argento nella 4x100 m stile libero 34 p;
- Europei paralimpici

Dublino 2018: oro nei 50m stile libero S10; oro nei 100 m stile libero S10; oro nei 400 m stile libero S10; oro nei 100 m dorso S10: argento nella 4x100 m stile libero 34 p.; argento nei 100 m farfalla S10; argento nei 200 m misti SM10; argento nella 4x100m stile libero 34 p;
Funchal 2020: oro nei 50 m stile libero S10; oro nei 100 m stile libero S10; oro nei 400 m stile libero S10; oro nei 100 m dorso S10; oro nei 100 m farfalla S10; oro nei 200 m misti SM10;

## Riconoscimenti
- Nuotatore paralimpico dell'anno: 2021